# Nekrolog 1252
Nekrolog
◄◄
| ◄
| 1248
| 1249
| 1250
| 1251
| 1252 | 1253 | 1254 | 1255 | 1256 | ► | ►►
Weitere Ereignisse | Allgemeiner Nekrolog 1252
Die Beschreibung der verstorbenen Person sollte so kurz wie möglich gehalten sein und nur deren signifikante Tätigkeit(en) enthalten.
Neue Namen ggf. auch unter dem Geburts- und Sterbedatum, also etwa unter 1. Januar und im Geburts- und Sterbejahr (2024) eintragen (nur bei entsprechender großer Wichtigkeit). Für Beispiele siehe die schon vorhandenen Artikel.
Außerdem über die fünf zuletzt Verstorbenen, zu denen es einen ausreichend guten Artikel für eine Präsentation auf der Hauptseite gibt, nach der todesbedingten Überarbeitung der Artikel ggf. auch unter Wikipedia Diskussion:Hauptseite informieren und sie am besten auch in den anderen Wikipedia-Sprachversionen eintragen. Tipp: Regelmäßig bei news.google.de nach „ist tot“, „gestorben“ oder „verstorben“ suchen.
Wenn eine Person gestorben ist, gibt es viele Seiten zu dieser Person in der Wikipedia, die davon auch betroffen sind und entsprechend aktualisiert werden müssen. Beispiele: Namenübersichtsseite, Geburtsjahr, Geburtsort-Seiten und viele mehr.
Wie finde ich die betroffenen Seiten?
Im Suchfeld auf der linken Seite gibt man den Suchbegriff so ein: „Vorname Nachname“. Dann klickt man auf Volltext und alle Seiten mit entsprechendem Suchtext werden aufgerufen. Hier sieht man dann schnell, wo auch das Todesjahr Sinn macht oder sogar ein Teil des Artikels angepasst werden muss. Auch hilft das „Werkzeug“ auf der linken Seite sehr gut, um solche Seiten aufzufinden: „Links auf diese Seite“. Somit ist die Wikipedia wieder aktuell in allen Bereichen! Hinweis: bei Eintragung der Kategorie „Gestorben JAHR“ wird der Missbrauchsfilter 49 ausgelöst, was jedoch nicht schlimm ist. Siehe: Spezial:Missbrauchsfilter/49
Dies ist eine Liste von im Jahr 1252 verstorbenen bekannten Persönlichkeiten. Die Einträge erfolgen innerhalb der einzelnen Daten alphabetisch sortiert. Tiere sind im Nekrolog für Tiere zu finden.

## Januar
| Tag        | Name                         | Beruf, bekannt als                        | Alter | Beleg |
| ---------- | ---------------------------- | ----------------------------------------- | ----- | ----- |
| 22. Januar | Isabella von Armenien        | Königin von Armenien                      |       |       |
| 25. Januar | Alberich von Trois-Fontaines | französischer Chronist                    |       |       |
| Januar     | Bohemund V.                  | Fürst von Antiochia und Graf von Tripolis |       |       |
| Januar     | Johanna                      | Gräfin von Clermont und Mortain           |       |       |

## Februar
| Tag         | Name               | Beruf, bekannt als     | Alter | Beleg |
| ----------- | ------------------ | ---------------------- | ----- | ----- |
| 20. Februar | Amicia de Montfort | Äbtissin von Montargis |       |       |

## März
| Tag     | Name                      | Beruf, bekannt als             | Alter | Beleg |
| ------- | ------------------------- | ------------------------------ | ----- | ----- |
| 6. März | Rosa von Viterbo          | katholische Mystikerin         |       |       |
| 6. März | Sigurd Eindridesson Tafse | Erzbischof von Nidaros         |       |       |
| 8. März | Wernher II.               | Stiftspropst von Berchtesgaden |       |       |

## April
| Tag      | Name              | Beruf, bekannt als                                | Alter | Beleg |
| -------- | ----------------- | ------------------------------------------------- | ----- | ----- |
| 6. April | Petrus von Verona | dominikanischer Prediger, Inquisitor und Märtyrer |       |       |

## Mai
| Tag     | Name                     | Beruf, bekannt als                                              | Alter | Beleg |
| ------- | ------------------------ | --------------------------------------------------------------- | ----- | ----- |
| 4. Mai  | Gunther von Wüllersleben | deutscher Adliger, Hochmeister des Deutschen Ordens (1249–1252) |       |       |
| 24. Mai | Konrad II.               | Stiftspropst von Berchtesgaden                                  |       |       |
| 30. Mai | Ferdinand der Heilige    | König von Kastilien und Leon                                    |       |       |

## Juni
| Tag      | Name             | Beruf, bekannt als                          | Alter | Beleg |
| -------- | ---------------- | ------------------------------------------- | ----- | ----- |
| 6. Juni  | Robert Passelewe | englischer Geistlicher und Beamter          |       |       |
| 9. Juni  | Otto I.          | erster Herzog zu Braunschweig und Lüneburg  |       |       |
| 29. Juni | Abel             | Herzog von Schleswig und König von Dänemark |       |       |

## August
| Tag       | Name                      | Beruf, bekannt als                                | Alter | Beleg |
| --------- | ------------------------- | ------------------------------------------------- | ----- | ----- |
| 1. August | Johannes de Plano Carpini | italienischer Franziskaner, bereiste die Mongolei |       |       |

## Oktober
| Tag         | Name                             | Beruf, bekannt als                                                         | Alter | Beleg |
| ----------- | -------------------------------- | -------------------------------------------------------------------------- | ----- | ----- |
| 25. Oktober | Al-Hasan ibn Muhammad as-Saghānī | Hadith-Gelehrter und arabischer Lexikograph der hanafitischen Lehrrichtung | 71    |       |
| 26. Oktober | Ingrid Ylva                      | schwedische Adelige                                                        |       |       |

## November
| Tag          | Name                      | Beruf, bekannt als                  | Alter | Beleg |
| ------------ | ------------------------- | ----------------------------------- | ----- | ----- |
| 4. November  | Johannes von Wildeshausen | Ordensmeister der Dominikaner       |       |       |
| 27. November | Blanka von Kastilien      | durch Heirat Königin von Frankreich |       |       |

## Dezember
| Tag          | Name            | Beruf, bekannt als                     | Alter | Beleg |
| ------------ | --------------- | -------------------------------------- | ----- | ----- |
| 16. Dezember | Uffe Thrugotsen | dänischer Erzbischof im Erzbistum Lund |       |       |

## Datum unbekannt
| Tag | Name            | Beruf, bekannt als                                                               | Alter | Beleg |
| --- | --------------- | -------------------------------------------------------------------------------- | ----- | ----- |
|     | Albert          | Bischof von Chiemsee                                                             |       |       |
|     | Heinrich I.     | Fürst von Anhalt                                                                 |       |       |
|     | Heinrich I.     | Zisterzienserabt                                                                 |       |       |
|     | Heinrich I.     | Graf von Vianden und Namur                                                       |       |       |
|     | Kujō Michiie    | Kampaku und Vater des Shogun Kujō Yoritsune                                      |       |       |
|     | Sorkhatani Beki | Tochter des Keraitenfürsten Jakha Gambu Khan und Nichte des Königs, Toghril Khan |       |       |
|     | Swjatoslaw III. | Großfürst von Wladimir (1246–1248)                                               |       |       |
|     | Wilhelm II.     | Graf von Genf                                                                    |       |       |
|     | Zdislava        | böhmische Schutzheilige der Armen und Leidenden                                  |       |       |